# Anthony and Cleopatra
Pour les articles homonymes, voir Antoine et Cléopâtre (homonymie).
Pour plus de détails, voir Fiche technique et Distribution.
Anthony and Cleopatra (« Antoine et Cléopâtre ») est un film américain muet en noir et blanc réalisé par Bryan Foy, sorti en 1924. 

## Synopsis
L'histoire d'amour tragique entre Marc-Antoine, général et homme politique romain, et Cléopâtre VII reine d'Égypte.

## Fiche technique
- Titre original : Anthony and Cleopatra
- Réalisation : Bryan Foy
- Scénario : Bryan Foy, d'après une tragédie de William Shakespeare, Antony and Cleopatra (1607)
- Directeur de la photographie : William C. McGann
- Producteur : Monte Brice
- Société de production : Bryan Foy Productions
- Société de distribution : Universal Pictures
- Pays d'origine :  États-Unis
- Langue : anglais
- Format : Noir et blanc – 1,33:1 – 35 mm – Muet
- Genre : Drame historique
- Longueur de pellicule : 300 m (1 bobine)
- Année : 1924
- Dates de sortie :
  -  États-Unis : 3 novembre 1924
- Autres titres connus :
  -  États-Unis : Hysterical History (Series) #7: Anthony and Cleopatra

## Distribution
- Phil Dunham : Marc Antoine (Anthony)
- Ethel Teare : Cléopâtre VII (Cleopatra)